# Гриців
Гри́ців — селище в Україні, у Шепетівському районі Хмельницької області. Адміністративний центр Грицівської селищної громади. Населення: 3 200 мешканців (2024)

## Географічне розташування

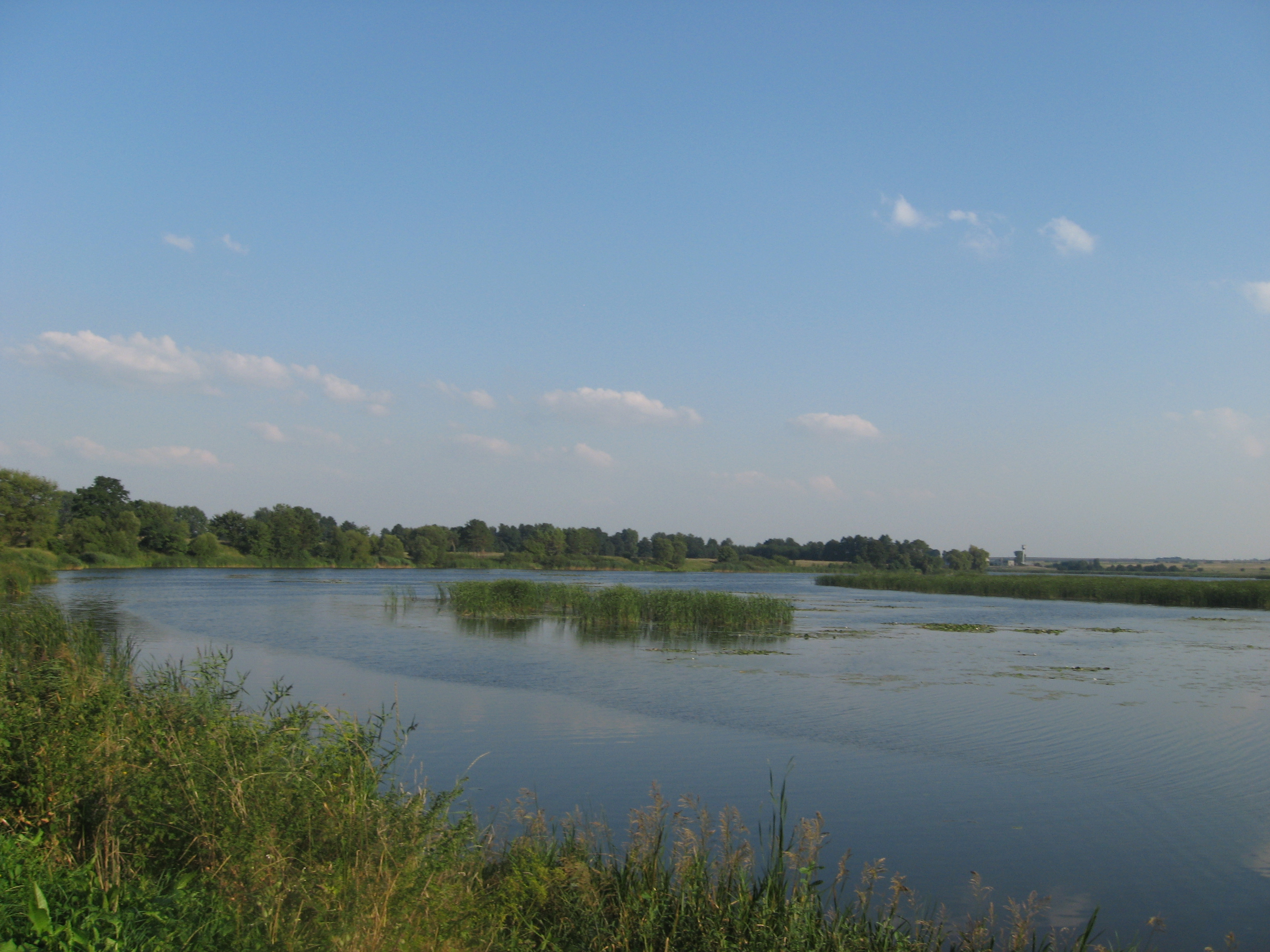
Річка Хомора в районі Кам'янища, літо 2012 р.

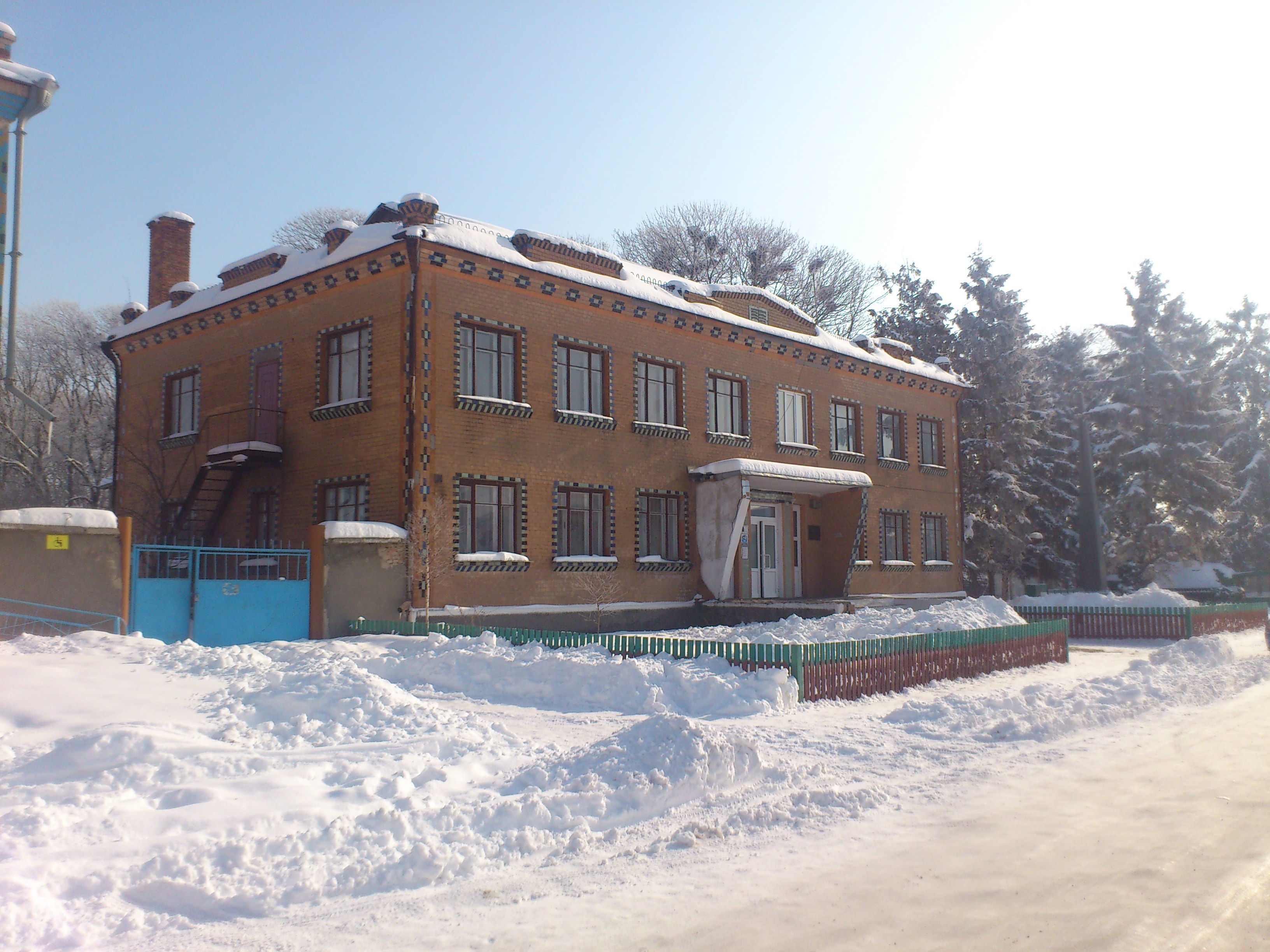
Бібліотека Грицева

Селище розташоване на річках Хомора та Білка, за 20 км від залізничної станції Чотирбоки на лінії Шепетівка-Подільська—Старокостянтинів I.

## Історія
Засноване в XI столітті. Статус смт із 1959 року.
В минулому містечко Гриців відносилось до Ізяславського повіту, було волосним центром. Розташоване біля місця притоки річки Білка до річки Хомори, за 33 км від м. Ізяслава і є одним з найстаріших населених пунктів Волині. У 1240 році, як подають літописи, Гриців був спустошений татарськими ордами Батия. У 1255 році Галицькі і Болоковські князі «воювали по річці Хоморі і взяли великий полон». В урочищі «Крупка» до кінця XIX століття піднімалися над землею два великих кургани. У місцевості, яку називають «Вали», після татарської навали збудовано нове укріплення, і тепер можна знайти рештки мурів та валів. Замок, що там стояв, був добре озброєний, мав гармати і постійний гарнізон, який був сильним заслоном від татарських набігів на Волинь. Це підтверджується рукописними матеріалами, які переховувалися у замку до 1893 року.
Вперше про Гриців згадується в історичному акті від 1547 року, коли він належав князя Збаразьким і знаходився у заставі (в презиску) в 200 копах грошей (600 карбованців) у Богухвала Івановича Лабунського. У 1547 році, 29 жовтня за наказом короля Сигизмунда Августа, староста Кременецький Щасний (Фелікс) Герцик, Петро Михайлович Семашков, Іван Хребтович присудив Б.І.Лабунському тимчасове користування Грицевом всупереч бажанню його брата Василя Лабунського мати це помістя.
Після смерті Б.І.Лабунського, заставного власника Грицева, а може бути, ще й за життя Гриців престає бути тимчасовим його володінням і повністю переходить у руки дійсного власника – князя Миколи Андрійовича Збаразького, бо сини Богухвала, Михайло і Христофор Лабунські, за нижче згаданим актом, є особами чужими для Грицева.
З архівів князів Сангушків (т.4 стор. 555—556) відомо, що Гриців (замок і місто) в 1547 році належав князям Збаразьким. В 1570 році він переходить до князя Острозького, а в 1620 році — знову до князів Збаразьких, а пізніше до Любомирських, що підтверджується архівом Південно-Західної Росії (т.1, ч.7, ст. 486).
Під час Визвольної Війни під проводом Богдана Хмельницького Гриців був сотенним містом Волинського полку, у 1648–1649 рр. тут відбувалися жорстокі бої українських козаків з польським військом.

Гриців здавна належав Острозьким. З 1605 р. 
він знаходився у власності князя Януша Збаразького, а від його спадкоємців 
перейшов до Любомирських. У 1752 р. Станіслав Любомирський продав 
Гриців разом із прилеглими селами земському судді брацлавського 
воєводства Міхалові Грохольському (нар. 1704 р.), одруженому на Анні 
Радзімінській. Після Міхала містечко дісталося його синові Мартину Грохольському (1727-1807), одруженому з Цецілією Мичка-Холонєвською, який, у свою чергу, відписав його наймолодшому з п’яти синів – Людвіку (1784-1869), одруженому на Марії Боворовській. Черговим власник Грицівського ключа і містечка Гриців став єдиний син Людвіка – Мечислав Грохольський (1812-1899) з дружиною Стефанією Гіжицькою. Після смерті Мечислава Гриців, значно менший за площею, перейшов молодшому із двох його синів – Володимиру Грохольському (1857-1914); старший син Мечислава, Стефан (1850-1911), осів у Колодяжному, маєтку своєї дружини 
Ольги Свейковської. Оскільки Володимир був неодруженим, останнім власником став його брат, Мечислав-Стефан, який також не мав дітей, – на цьому й закінчилась грицівська лінія Грохольських від Мартина [6, С. 145].
Палац, збудований згідно проекту, мав дещо спрощений вигляд –
ймовірно докінчити будівництво завадила смерть фундатора, після якого розпочате зумів завершити його син Мартин (в 1782 р.), відмовившись від багатьох авторських деталей. Описуючи палац в кінці XIX століття, Й. Карвіцький зазначав, що він був збудований в стилі рококо й оздоблений красивим колонним під'їздом [6, С. 145]. 

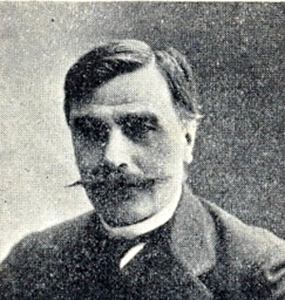
Ґрохольський Володимир Мечиславович

У XVIII столітті Гриців належав також Янку Серадському (архів ПЗР, т.4, ч.1, ст.281). В 1752 році Міхал (Михайло) Грохольський (суддя земський брацлавський, батько останнього брацлавського воєводи Марціна Ґрохольського) купив Гриців у Любомирського, з того часу до кінця XIX століття місто і замок належать його роду.
У 1589 році містечко знищили татари, що підтверджує архів Південно-Західної Росії (т.1, ч.6, ст.290). У місті було три церкви: народження Матері Божої з 1685 року, Миколаївська з 1715 року — дерев'яна і народження Матері Божої — мурована, збудована на кошти Мартина Грохольського. У першій та другій церквах до 1914 року зберігались стародруки — книжки з XVII–XVIII століть.
Згідно з переписом 1911 року в Грицеві жили 4900 жителів, були волосна та міщанська управи, пошта, телеграф, земська поштова станція, акцизний нагляд, Ізяславське лісництво, земська лікарня, 2-класова школа, гуральня і ретифікація на 85443 відра 40 % горілки щорічно, фабрика, один ярмарок на два тижні, 2 крамниці, аптечний склад, аптека. В місті працювали такі спеціалісти, як агроном, ветеринарний лікар, зубний лікар, 3 акушерки, 3 адвокати.
Гриців на рівні з іншими містами України і Європи мав Магдебурзьке право, згідно з яким містом управляли міщани, ремісники, що мали свої цехи: ткацький, шевський, бондарський, мулярський. Кожен цех мав свого цехмайстра. Вперше Гриців згадується в документальному акті від 1547 року, про те, що Гриців знаходився в заставі у Богухвала Лабунського.
Історія Грицева багата визначним подіями. У 1787 році через містечко Гриців проходив зі своїм військом російський полководець — князь Суворов, який зійшов з коня і зайшов помолитись в Грицівську церкву.
Поблизу Грицева розроблялися родовища вапняку, де шукала заробітків задавлена злиднями біднота. В містечку діяли 33 дрібні крамниці, кожного року відбувалося кілька ярмарків.
Грицівська МТС, утворена 1932 року, сприяла зміцненню колгоспів району. При МТС у довоєнні роки працювали курси для підготовки механізаторів сільського господарства, які закінчило 350 чоловік. 1939 року на полях району працювало 85 тракторів і 17 комбайнів. За виробничі успіхи, вмілу організацію праці директора МТС комуніста А. Н. Гадзійчука в 1940 році нагороджено орденом Трудового Червоного Прапора. Тракторні бригади С. М. Антонюка, П. О. Палія, Л. К. Прищепи добилися виробітку на трактори ХТЗ і У-2 понад 700 га. Керівники бригад і 7 кращих трактористів були учасниками ВСГВ 1940 року.
1959 року Гриців переведено до розряду селищ міського типу. Порівняно з довоєнним часом площа його значно збільшилася. У селищі з’явилося десять нових вулиць. Розширено водопровідну мережу, побудовано тротуари, здійснюється газифікація. Депутати Ради виступають ініціаторами озеленення Грицева — всі вулиці, шляхи обсаджені деревами. Два парки стали чудовим місцем відпочинку трудящих.
Постійна увага приділяється охороні здоров’я трудящих. У 1962 році споруджено триповерховий корпус лікарні, обладнаний сучасним устаткуванням. Кількість ліжок доведено до 150. Відкрито спеціалізовані відділення: травматологічне, неврологічне, гінекологічне та інші. В цих закладах працюють 18 лікарів і близько 70 працівників з середньою медичною освітою.
Значних успіхів досягнуто в галузі народної освіти. В двох школах — середній і восьмирічній — навчається понад 800 дітей, працює 52 педагоги. Діють школи — заочна і робітничої молоді. 1963 року створено професійно-технічне училище, що готує фахівців для сільського господарства. Урядовою нагородою — орденом «Знак Пошани» нагороджено директора середньої школи Л. Ф. Бондаря, учительок В. Я. Бондар і Н. М. Новицьку.

## Населення

### Мова
Розподіл населення за рідною мовою за даними перепису 2001 року:
| Мова            | Кількість | Відсоток |
| --------------- | --------- | -------- |
| українська      | 4000      | 98.62%   |
| російська       | 50        | 1.23%    |
| білоруська      | 3         | 0.07%    |
| румунська       | 1         | 0.03%    |
| інші/не вказали | 2         | 0.05%    |
| Усього          | 4056      | 100%     |

## Пам'ятники
На головній вулиці знаходиться меморіал пам'яті загиблих односельчан з обеліском (раніше був пам'ятник Скорботній Матері). 

Обабіч шосе Біла Церква — Кременець братська могила з пам'ятником воїнам, загиблим при захисті та визволенні Грицева в 1941 і 1944 роках, а також мирним жителям, що загибли.
На центральному кладовищі пам'ятник партизанам та підпільникам, розстріляним під час окупації радянською владою і фашистами.
Також  у центрі селища стоїть САУ часів Другої світової війни.

## Релігія
Храм св. ап. Петра і Павла. Належить до ПЦУ. Настоятель митр. прот. Василь Павлюк (Шепетівський благочинний).
27 листопада 2016 року у Грицеві відбувся чин освячення новозбудованого храму на честь святих первоверховних апостолів Петра і Павла митрополитом Хмельницьким і Кам'янець-Подільським Антонієм.
Храм Різдва Пресвятої Богородиці. Належить до УПЦ МП. Настоятель митр. прот. Віктор Бурков
Громада євангельських християн-баптистів. Пастор Мирончук Юрій Миколайович.
Громада християн євангелістів п’ятидесятників. Пастор Рибачак Микола Зосимович.

## Персоналії
- Марцін Ґрохольський — останній брацлавський воєвода, часто мешкав у місті.
- Ґрохольський Володимир Мечиславович
- Бондар Л.М.
- Новицька Н.М.
- Антонюк С.М.
- Панчук Галина Степанівна
- Палій П.О.
- Прищепа Л.К.
- Ільченко Сергій Васильович (1982—2015) — сержант Збройних сил України, учасник російсько-української війни.
- Літнарович Руслан Миколайович — український геодезист, доктор технічних наук.
- Новіцький Павло Іванович (1971—2022) — сержант Збройних сил України, учасник російсько-української війни.
- Поліщук Марина Андріївна (1982) – селищна голова

## Грицівська ЗОШ
- Заснована у 1873 році.
- У 1919 році було побудоване двокласне училище, 1923 року створена семирічна трудова школа.
- Протягом 1928–1929 років у Грицеві було збудовано дерев'яне приміщення, у яких було розсташовано 6 класних кімнат.
- У 1935 році створено середню школу, у якій навчалося 650 учнів
- 1978 року було побудовано військово-спортивного комплексу.

## Галерея

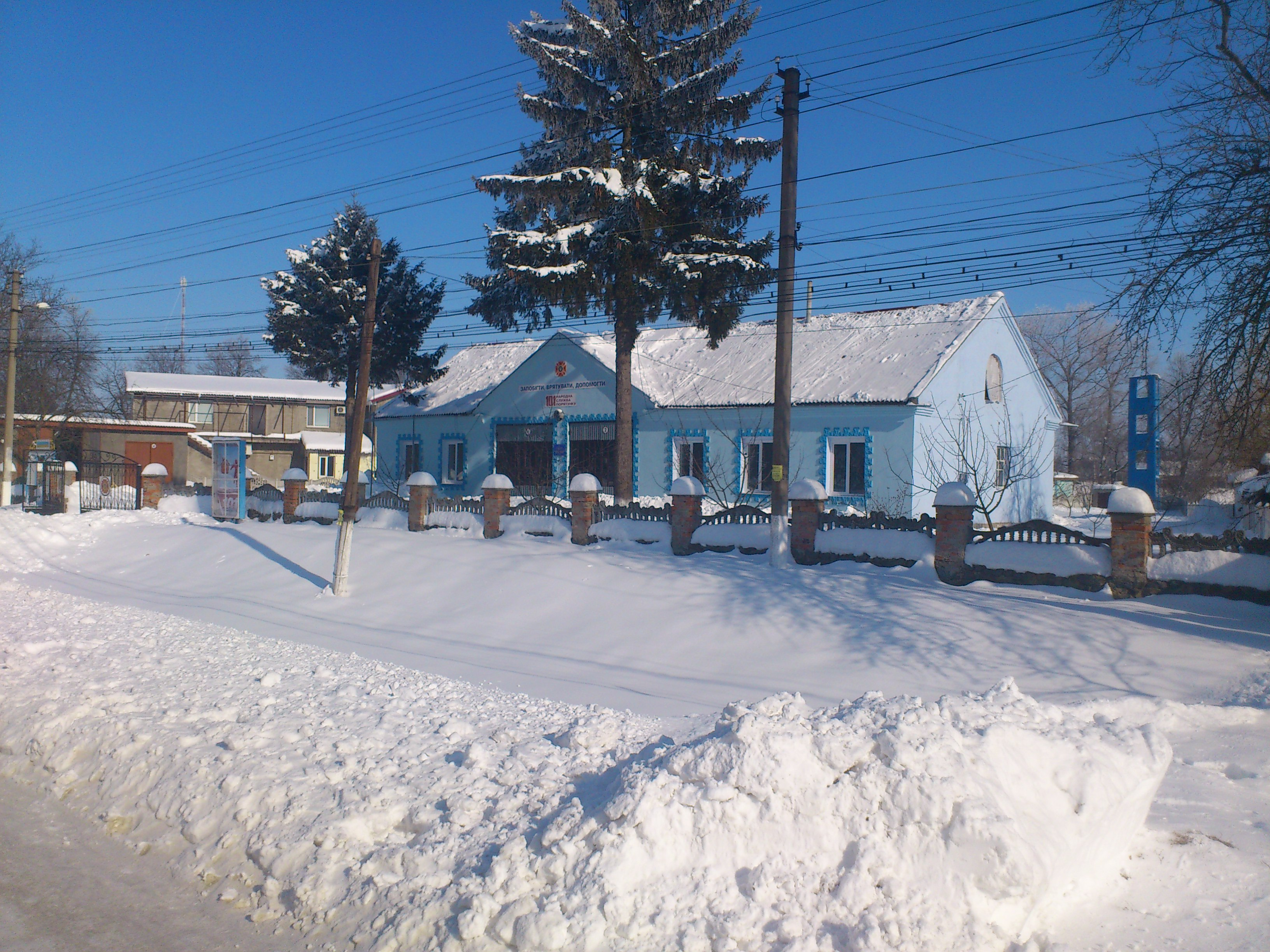
Пожежна частина смт. Гриців
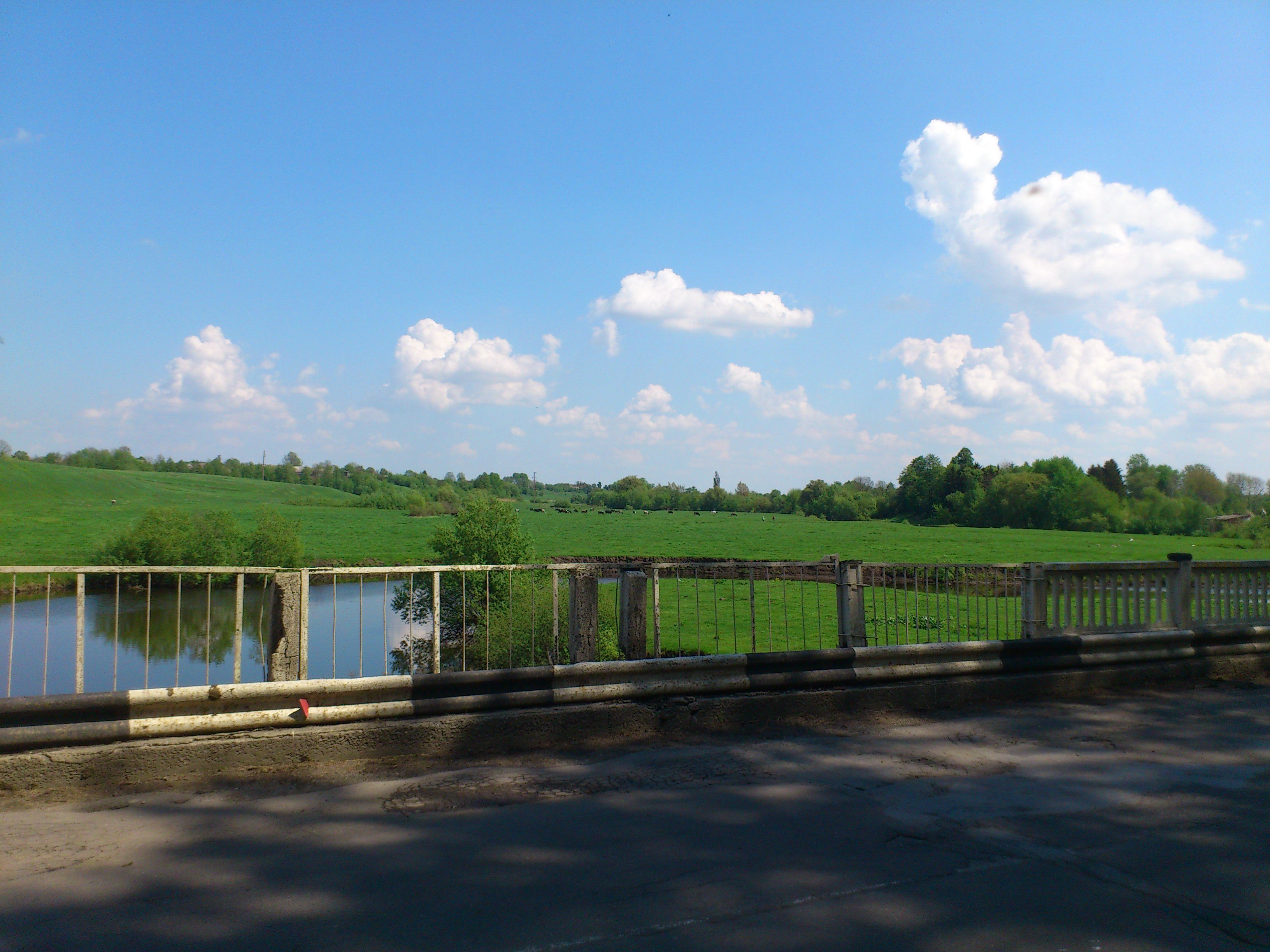
Міст через р. Хомора
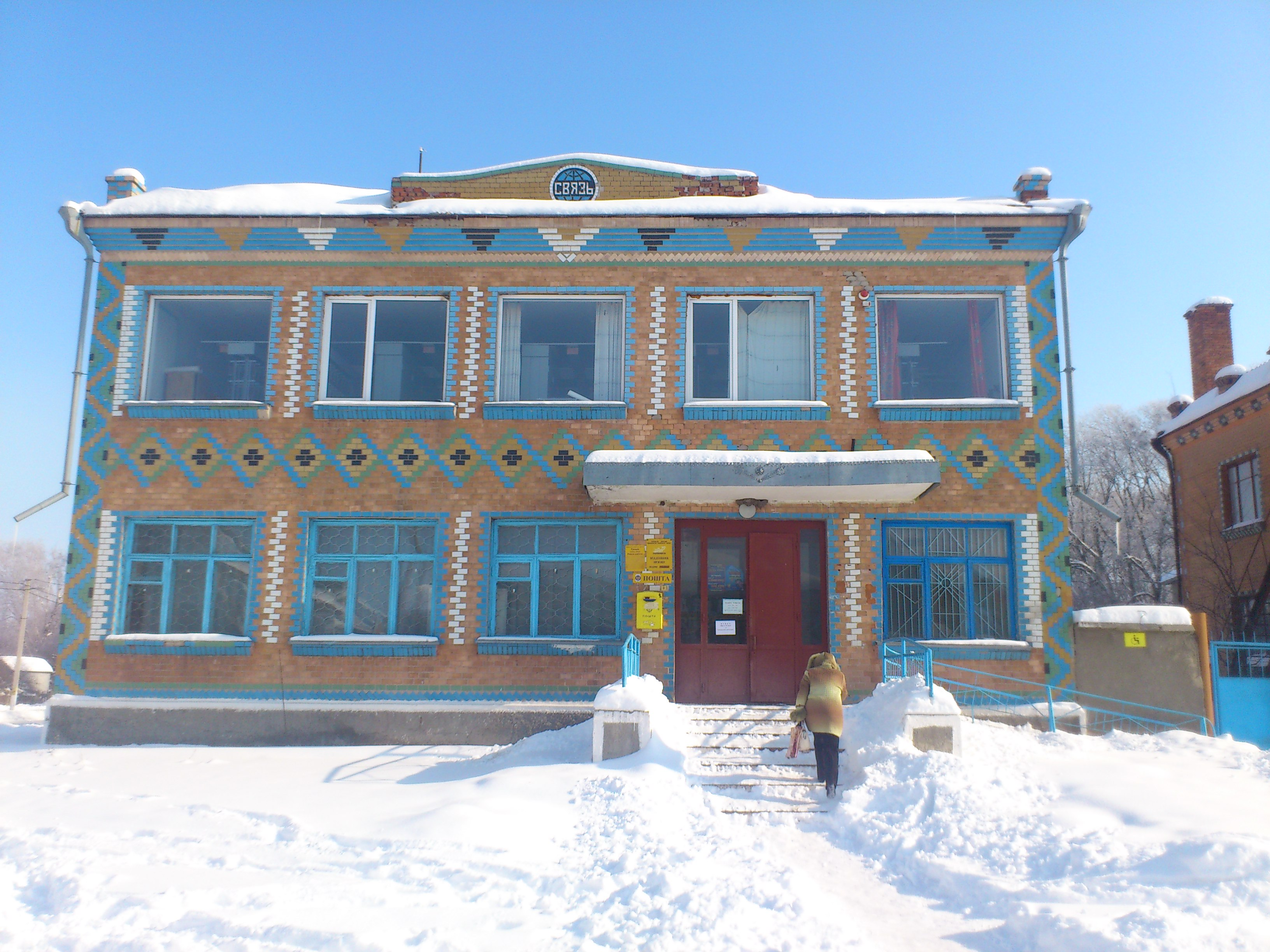
Відділення пошти смт. Гриців

1991 року почалось будівництво нової 2-поверхової будівлі школи.
- 2013 21 лютого 2013 року було розпочато навчання у приміщенні нової школи.

За версією АПН України — один з найкращих навчальних закладів України[джерело?]. Диплом лауреата громадської акції «Флагман сучасної освіти України», 2009 р.
З «Історії села Грицева» відомо, що у Грицеві «просвещение существовало с 1873 года». Це було однокласне училище Міністерства освіти. Незважаючи на серйозну назву, це була звичайна сільська хата, у якій не було навіть дерев'яної підлоги. В училищі навчалось лише 40 хлопців. «В 1888 году было до 80 душ мужского пола…, со льготными сведетельствами окончили 13 человек мужского пола». У 1909 р. побудоване двокласне училище у якому, крім класних кімнат була і квартира для вчителя, вхід у яку знаходився з двору. (Тепер в цьому приміщенні розміщені початкові класи.) В 1919 р. в училищі навчалось всього 106 хлопчиків і 37 дівчаток, тоді як населення Грицева ще в 1905 р. налічувало 4489 чоловік з 524 дворів. На утримання училища у 1912 р. виділялось від казни 1236 карбованців, від земства — 164 карбованці, від громади — 300 карбованці. З приходом Радянськаї влади на базі училища у 1923 р. була організована семирічна трудова школа — єдина у Грицівському районі. Називалась вона Грицівська Єдина Трудова семирічна школа. Навчання проводилось у дві зміни. Учні з навколишніх сіл жили у гуртожитку. На 1925–1926 рр. налічувалося 9-11 комплектів чисельністю 250—300 учнів. У зв'язку з тим, що шкільний контингент постійно зростав, з'явилась потреба в новому приміщенні школи. У 1928–1929 рр. у Грицеві було збудовано дерев'яне приміщення на шість класних кімнат. На 1935−1936 н.р. у Грицеві було заплановано створення 8-го класу. Так було створено єдину на весь район середню школу, у якій навчалося до 650 учнів. Хоч як важко було, та 1939 р. закінчили будувати двоповерхове цегляне приміщення. Під час війни школа не працювала. У спустошених класних кімнатах окупанти зробили казарми та конюшню. Добудовувалась школа у післявоєнний час: у 1964 р. з'єднали своєрідним переходом, у якому розмістився хімічний кабінет і лаборантська, одноповерхове і двоповерхове приміщення; 1973 р. став до ладу будинок, де розмістилися кабінети трудового навчання; У 1978–1980 рр. велося будівництво військового кобінету і тиру, а також складів для збереження палива. Протягом 1987–1988 рр. силами вчителів, батьків і учнів збудували нову шкільну їдальню. У 1991 році розпочали будівництво нової двоповерхової школи за типовим проектом (заклали перший камінь нової школи), яке мали завершити у 1993 році. Однак через розпад Радянського Союзу, занепад економіки України, будівництво школи було заморожене.
І, нарешті, 21 лютого 2013 року відбулися урочистості з нагоди відкриття новозбудованого приміщення загальноосвітньої школи І-ІІІ ступенів. На цю подію вчителі, учні та їх батьки чекали багато років.
Приміщення, загальною площею 4000 квадратних метрів, нараховує 25 навчальних кабінетів, 2 комп'ютерних класи. Є бібліотека з багатим книжковим фондом та просторим читальним залом, актовий зал, їдальня на 160 місць, 2 спортзали. Всі навчальні приміщення укомплектовані сучасними меблями. На подвір'ї школи обладнано ігровий майданчик для молодших школярів, місце для відпочинку, планується облаштування спортивного майданчика.
Нове приміщення школи розраховане на 834 учнівських місця.
Навчально-виховний процес забезпечують 50 педагогів. Всі вчителі мають вищу освіту.